# 特雷西·辛普森
特雷西·辛普森（英語：Tracie Simpson）是一位英國電視製作人。她的主要工作是製作管理員，在2005～2007年的《神秘博士》中擔任這個職位。2009年，她又回到節目，製作了三部特別篇。她現是《神秘博士》第五季的全職製作人。

## 外部連結
- 特雷西·辛普森在互联网电影资料库（IMDb）上的資料（英文）